# Most na Drini (roman)
Most na Drini (v izvirniku Na Drini ćuprija) je zgodovinski roman jugoslovanskega pisatelja Iva Andrića, ki je prvič izšel leta 1945.
Zgodba obsega štiri stoletja in opisuje odnose med muslimanskimi Bošnjaki in srbskimi pravoslavci v kraju Višegrad na vzhodu današnje Bosne in Hercegovine. Večji del dogajanja je povezan z mostom Mehmed Paše Sokolovića čez Drino, po katerem ima roman tudi naslov.

## Vsebina
Dogajanje se začenja pred štirimi stoletji. V takratni Bosni okoli leta 1516, ki je tedaj spadala pod turško cesarstvo, je oblast uvedla krvni davek. Po številnih vaseh so janičarski agi ugrabljali krščanske dečke, jih nasilno odpeljali v Turčijo in jih tam prevzgojili v janičarje. Med temi je bil tudi deček iz vasi Sokolovići blizu reke Drine, ki se je kasneje povzpel celo do mesta turškega generala in velikega vezirja turškega cesarstva, Mehmed paša Sokolovič. V slabem spominu mu je ostal dan, ko so janičarji z njim prebredli divjo reko Drino, zato se je na stara leta na lastne stroške odločil zgraditi veliki kamnitni most, da bi se poklonil svojemu rojstnemu kraju. Gradnja mosta je za vse okoliške prebivalce pomenila tlako. Ljudje so pri tem trpeli fizično kot psihično, tako zaradi zahtevne in zapletene gradnje samega mostu kot tudi krutega in nasilnega nadzornika gradnje. Temu se je uprl kmet Radislav, ki je čez noč rušil, kar je bilo čez dan zgrajeno. Ko so odkrili njegove zločine, so ga živega nabili na kol na mostu, kjer je izkrvavel do smrti. Tako je most zaradi svoje težavne gradnje in legend, ki so nastajale, sam prešel v legendo. V svoji štiristoletni zgodovini je bil priča številnim dogodkom, hudim poplavam ter takšnim in drugačnim napadom na most in na njegova vrata. Ko se je v Srbiji začela 1. srbska vstaja, je bilo v Višegradu, ki je ležal prav na meji med Bosno in Srbijo, prisotno vse več vojske, da bi varovala most. Zaradi pripravne lege so lahko nadzirali celotno območje. V vas je takrat  prišel neki čudaški starček, popotnik, ki se je vojski zazdel sumljiv. Skupaj z mladeničem, ki je v gozdu pel prirejeno turško pesem, v katero je vpletel voditelja upora Karadžordža, so jima odsekali glavi in ju nataknili na kola pred mostom, kot svarilo ostalim. Ljudje so se začeli mosta izogibati, vse do konca vstaje, ko je vojska odšla iz trga in se je življenje vrnilo na stare tire. Most pa je bil tudi pomemben del nenavadne usode številnih ljudi, med drugim Fate Avdagove ter Milana Glasinčanina. Fata je bila ponosna muslimanka izjemne lepote in pameti. Imela je številne snubce, vendar zaradi svojega oholosti ni sprejela nikogar, zato ji ga je njen oče izbral sam. Fata ni hotela sprejeti take usode, saj moškega ni ljubila. Po obredu v cerkvi je pobegnila ter z mostu skočila v reko. Milan Glasinčanin pa je bil znan kot strasten kvartopirec. Neke noči je kar na mostu igral s skrivnostnim tujcem. Milan je izgubil vse svoje imetje, zastavil je celo svojo dušo. Ko je izgubil še to, je njegov nasprotnik kot demon izginil. Ta dogodek ga je za vedno odvrnil od kvartopirstva. Most pa je bil priča tudi turški sili in strahovladi, skriti upornosti podložnikov, zatonu turškega gospodarja in pričakal je nove gospodarje Avstrijce. Vera in imetje sta prešla pod varstvo tujega cesarja. Ta dogodek je povzročil preplah v bogatem turškem sloju, katerega predstavnik je Alihodža Mutevelič, skrajno nezaupljiv do Avstrijcev in napredka. Avstrijci so v mesto prinesli številne spremembe in novosti. Mesto je postajalo vse bolj živo, urejeno in bogato, dobilo je tudi železnico, ki je povzročila, da je promet čez most oslabel. Z bližanjem 20. stoletja so se Višegradu približevali novi, drugačni časi. To je bilo obdobje zatišja pred nevihto. Ljudje so slutili veliko nesrečo in bili nezaupljivi drug do drugega. Nekaj let pred 1. svetovno vojno se je v Bosni pojavilo mladinsko gibanje Mlada Bosna. V poletnih počitnicah so študentje prihajali iz velemest domov v trg , kjer so na mostu razpravljali o nacionalnih in socialnih problemih države. Leto 1914 je zadnje leto kronike. S sarajevskim atentatom se je tudi življenje ob mostu spremenilo. Začela se je vojna in trg je bil navidez kot izumrl, sicer pa poln vojske, nasilja in pokanja granat. Ljudi srbske narodnosti so preganjali, osumljene obešali, za njimi pa so ostajale  mlade vdove in polno lačnih ust. To je bil  čas družinskih tragedij. Le most je kljuboval vojni. Ko pa je stari Alihodža nekega dne prišel v svojo zapuščeno trgovinico ob mostu, se je zgodilo nekaj nenavadnega. Most se je ob strahovitem poku porušil, Alihodži pa je od skrajne obupanosti počilo srce.